# Nederlandse kampioenschappen schaatsen afstanden 2011 - 1500 meter vrouwen
De 1500 meter vrouwen op de Nederlandse kampioenschappen schaatsen afstanden 2011 werd gehouden op zondag 7 november 2010. Er waren vijf plaatsen te verdelen voor de wereldbeker schaatsen 2010/2011. Titelhoudster Annette Gerritsen, die de titel pakte tijdens de Nederlandse kampioenschappen schaatsen afstanden 2010, ontbrak vanwege een hamstringblessure. Olympisch kampioene Ireen Wüst en Margot Boer bezaten een beschermde status.

## Statistieken

### Uitslag
| #      | Schaatser           | Tijd    |
| ------ | ------------------- | ------- |
| Goud   | Ireen Wüst          | 1.57,33 |
| Zilver | Marrit Leenstra     | 1.57,39 |
| Brons  | Laurine van Riessen | 1.59,58 |
| 4      | Ingeborg Kroon      | 1.59,68 |
| 5      | Jorien Voorhuis     | 1.59,69 |
| 6      | Lotte van Beek      | 1.59,81 |
| 7      | Margot Boer         | 1.59,97 |
| 8      | Linda de Vries      | 2.00,03 |
| 9      | Diane Valkenburg    | 2.00,43 |
| 10     | Roxanne van Hemert  | 2.00,49 |
| 11     | Marije Joling       | 2.00,58 |
| 12     | Anice Das           | 2.01,86 |
| 13     | Yvonne Nauta        | 2.01,88 |
| 14     | Pien Keulstra       | 2.01,99 |
| 15     | Marit Dekker        | 2.02,31 |
| 16     | Janine Smit         | 2.02,45 |
| 17     | Rixt Meijer         | 2.02,74 |
| 18     | Natasja Bruintjes   | 2.03,11 |
| 19     | Bo van der Werff    | 2.04,14 |
| 20     | Carlijn Achtereekte | 2.04,26 |
| 21     | Elma de Vries       | 2.07,96 |
|        | Irene Schouten      | NG      |

### Loting
| Rit | Binnenbaan         | Buitenbaan          |
| --- | ------------------ | ------------------- |
| 1   | Pien Keulstra      | Bo van der Werff    |
| 2   | Rixt Meijer        | Irene Schouten      |
| 3   | Marit Dekker       | Carlijn Achtereekte |
| 4   | Janine Smit        | Linda de Vries      |
| 5   | Roxanne van Hemert | Anice Das           |
| 6   | Marrit Leenstra    | Yvonne Nauta        |
| 7   | Ingeborg Kroon     | Marije Joling       |
| 8   | Diane Valkenburg   | Margot Boer         |
| 9   | Ireen Wüst         | Elma de Vries       |
| 10  | Jorien Voorhuis    | Laurine van Riessen |
| 11  | Lotte van Beek     | Natasja Bruintjes   |

1987 · 
1988 · 
1989 · 
1990 · 
1991 · 
1992 · 
1993 · 
1994 · 
1995 · 
1996 · 
1997 · 
1998 · 
1999 · 
2000 · 
2001 · 
2002 · 
2003 · 
2004 · 
2005 · 
2006 · 
2007 · 
2008 · 
2009 · 
2010 · 
2011 · 
2012 · 
2013 · 
2014 · 
2015 · 
2016 · 
2017 · 
2018 · 
2019 · 
2020 · 
2021 · 
2022 · 
2023 · 
2024 · 
2025